# Carlos Ominami
Carlos Octavio Ominami Pascual (Santiago, 18 de junio de 1950) es un ingeniero comercial, economista y político chileno de izquierda, fue ministro de Estado en el gobierno del Presidente Aylwin y senador de la República.

## Biografía
Carlos Ominami es hijo de Edith Pascual Pascual (1928-2022), de ascendencia francesa, y el coronel de la Fuerza Aérea Carlos Ominami Daza (1932-1996), quien tenía ascendencia japonesa por parte de su padre. Dado a esto, Ominami Pascual mantiene una relación cercana con la cultura japonesa, e incluso conoció al entonces emperador del país, Akihito, en 2011.
Ominami estudió en el Instituto Nacional y, después, en la Facultad de Ciencias Económicas y Administrativas de la Universidad de Chile. 
Militó en el MIR (1968-1973) e integró el Frente de Estudiantes Revolucionarios (FER), hasta que después del golpe militar del 11 de septiembre de 1973 encabezado por el general Augusto Pinochet contra el gobierno del socialista Salvador Allende tuvo que abandonar el país.
Salió al exilio a Bélgica, en cuya embajada en Chile estuvo asilado tras el golpe y después pasó a Francia, donde  obtuvo los grados de Ph.D y doctor de Estado en economía en la Universidad de París X Nanterre.
Militó en Convergencia Socialista (1978-1983) y luego ingresó en el Partido Socialista de Chile. Regresó a su patria en 1985 y a fines de esa década se convirtió en uno de los voceros de la naciente Concertación de Partidos por la Democracia.
En 1989 fue coordinador adjunto del Área de Economía del programa de gobierno de la Concertación y al año siguiente el presidente Patricio Aylwin lo designó ministro de Economía, Fomento y Reconstrucción, cargo que desempeñó hasta 1992.
Apoyó de cerca la precandidatura de Ricardo Lagos, quien fue derrotado internamente en 1993 por el DC Eduardo Frei Ruiz-Tagle. y en diciembre de ese año salió elegido senador por la V Región Cordillera con la segunda mayor cantidad de votos de Chile y un porcentaje del 33,31. Logró la reelección en los comicios de 2001, tras superar a su compañero de lista, el democratacristiano Ignacio Walker, pero fue derrotado en los de 2009 cuando buscaba un tercer periodo.
En esta derrota influyó el que —después de su salida en junio del Partido Socialista, al que había renunciado en junio de ese año para apoyar la aspiración presidencial independiente de Marco Enríquez-Ominami— se había presentado como candidato independiente, por fuera de la Concertación, en el pacto Nueva Mayoría para Chile.
Ominami ha sido condecorado con la Gran Banda de la Orden del Sol Naciente por el emperador japonés Akihito en el Palacio Imperial de Tokio (2011) por su contribución al mejoramiento y profundización de las relaciones entre ambos países. En 2014 fue convocado por la presidenta Michelle Bachelet para integrar el comité asesor para la demanda de Bolivia ante el Tribunal de La Haya. Ese mismo año asumió como presidente ejecutivo de la fundación Chile 21.

## Condecoraciones

### Condecoraciones extranjeras
- Gran Cordón de la Orden del Sol Naciente (1ra Clase) ( Japón, 2011)

## Historial electoral

### Elecciones parlamentarias de 1993
- Elecciones parlamentarias de 1993, para la Circunscripción 5, Valparaíso Cordillera[12]

| Candidato                  | Pacto                                | Partido | Votos   | %     | Resultado |
| -------------------------- | ------------------------------------ | ------- | ------- | ----- | --------- |
| Carlos Ominami Pascual     | Concertación por la Democracia       | PS      | 117 699 | 33,27 | Senador   |
| Sergio Romero Pizarro      | Unión por el Progreso de Chile       | RN      | 109 538 | 30,96 | Senador   |
| Carlos González Márquez    | Concertación por la Democracia       | PR      | 57 253  | 16,18 |           |
| Eduardo Cerda García       | Unión por el Progreso de Chile       | Indep.  | 39 798  | 11,25 |           |
| Manuel Cantero Prado       | Alternativa Democrática de Izquierda | PCCh    | 12 101  | 3,42  |           |
| Eduardo Gutiérrez González | Alternativa Democrática de Izquierda | Indep.  | 8939    | 2,53  |           |
| Hugo Estivales Sánchez     | Independiente (Fuera de pacto)       | Indep.  | 8463    | 2,39  |           |

### Elecciones parlamentarias de 2001
- Elecciones parlamentarias de 2001, para la Circunscripción 5, Valparaíso Cordillera [13]

| Candidato              | Pacto                          | Partido | Votos   | %     | Resultado |
| ---------------------- | ------------------------------ | ------- | ------- | ----- | --------- |
| Sergio Romero Pizarro  | Alianza por Chile              | RN      | 127 706 | 39,72 | Senador   |
| Carlos Ominami Pascual | Concertación por la Democracia | PS      | 92 419  | 28,74 | Senador   |
| Ignacio Walker Prieto  | Concertación por la Democracia | PDC     | 80 042  | 24,89 |           |
| Juan Gajardo López     | Partido Comunista              | PCCh    | 11 909  | 3,70  |           |
| Alberto Naudón del Río | Alianza por Chile              | RN      | 9461    | 2,94  |           |

### Elecciones parlamentarias de 2009
- Elecciones parlamentarias de 2009, para la Circunscripción 5, Valparaíso Cordillera [14]

| Candidato                     | Pacto                                            | Partido | Votos  | %     | Resultado |
| ----------------------------- | ------------------------------------------------ | ------- | ------ | ----- | --------- |
| Lily Pérez San Martín         | Coalición por el Cambio                          | RN      | 83 595 | 22,96 | Senadora  |
| Ignacio Walker Prieto         | Concertación y Juntos podemos por más democracia | PDC     | 76 716 | 21,07 | Senador   |
| Marcelo Forni Lobos           | Coalición por el Cambio                          | UDI     | 71 645 | 19,68 |           |
| Nelson Ávila Contreras        | Concertación y Juntos podemos por más democracia | PRSD    | 64 124 | 17,61 |           |
| Carlos Ominami Pascual        | Nueva Mayoría para Chile                         | Indep.  | 60 945 | 16,74 |           |
| Lautaro Velásquez Carrasco    | Chile Limpio. Vote Feliz                         | Indep.  | 4422   | 1,21  |           |
| Cristián García-Huidobro Lira | Nueva Mayoría para Chile                         | Indep.  | 2509   | 0,68  |           |

### Elecciones de convencionales constituyentes de 2021
- Elecciones de convencionales constituyentes de 2021, para convencional constituyente por el Distrito N° 6 (Cabildo, Calle Larga, Catemu, Hijuelas, La Calera, La Cruz, La Ligua, Limache, Llay Llay, Los Andes, Nogales, Olmué, Panquehue, Papudo, Petorca, Puchuncaví, Putaendo, Quillota, Quilpué, Quintero, Rinconada, San Esteban, San Felipe, Santa María, Villa Alemana y Zapallar).[15]

| Candidato                   | Pacto                          | Partido | Votos  | %    | Resultado    |
| --------------------------- | ------------------------------ | ------- | ------ | ---- | ------------ |
| Carolina Vilches Fuenzalida | Apruebo Dignidad               | ILYQ    | 19 071 | 5.81 | Convencional |
| Benjamín Lorca Inzunza      | Independiente (Fuera de pacto) | Ind.    | 14 833 | 4.52 |              |
| Mariela Serey Jiménez       | Apruebo Dignidad               | ILYQ    | 11 829 | 3.60 | Convencional |
| Lisette Vergara Riquelme    | La Lista del Pueblo            | ILS     | 11 370 | 3.46 | Convencional |
| Ruggero Cozzi Elzo          | Vamos por Chile                | RN      | 10 802 | 3.29 | Convencional |
| Chiara Barchiesi Chávez     | Vamos por Chile                | PRCh    | 10 256 | 3.12 |              |
| Daniel Garrido Quintanilla  | Apruebo Dignidad               | PCCh    | 9076   | 2.76 |              |
| Janis Meneses Palma         | Mov. Soc. Independientes.      | ILYK    | 8705   | 2.65 | Convencional |
| Daniela Albornoz Derderian  | Mov. Soc. Independientes.      | ILYK    | 8287   | 2.52 |              |
| Claudio Gómez Castro        | Lista del Apruebo              | ILYB    | 8717   | 2.49 | Convencional |
| Carlos Ominami Pascual      | Lista del Apruebo              | ILYB    | 7613   | 2.32 |              |
| Jorge Correa Sutil          | Lista del Apruebo              | PDC     | 6840   | 2.08 |              |
| Cristóbal Andrade León      | La Lista del Pueblo            | ILS     | 6773   | 2.06 | Convencional |

## Vida personal
Mientras estaba en París, conoció a Manuela Gumucio, expareja del secretario y cofundador del MIR, Miguel Enríquez, y madre de Marco Enríquez. Tras iniciar su relación con Gumucio, Ominami acabó adoptando a Marco, quien posteriormente cambió legalmente su apellido agregando el de su padre adoptivo, pasando a ser Enríquez-Ominami.